# Mistrzostwa Azji w Chodzie Sportowym 2006
Mistrzostwa Azji w Chodzie Sportowym 2006 – zawody lekkoatletyczne, które odbyły się 16 kwietnia w japońskim mieście Wajimie.
Zwycięzca chodu na 50 kilometrów – Chińczyk Zhao Jianguo ustanowił wynikiem 3:41:10 rekord świata juniorów, a brązowy medalista – Japończyk Yuki Yamazaki ustanowił rekord Japonii seniorów w tej konkurencji (3:43:38).

## Rezultaty
| Konkurencja:           | Złoto             | Wynik   | Srebro           | Wynik   | Brąz           | Wynik   |
| Chód na 20 km mężczyzn | Xu Xingde         | 1:22:17 | Kōichirō Morioka | 1:24:44 | Rustam Kuvatov | 1:25:08 |
| Chód na 50 km mężczyzn | Zhao Jianguo      | 3:41:10 | Li Jianbo        | 3:43:02 | Yuki Yamazaki  | 3:43:38 |
| Chód na 20 km kobiet   | Svetlana Tolstaya | 1:30:22 | Yang Sha         | 1:31:09 | Sun Lihua      | 1:31:30 |

## Klasyfikacja medalowa
| Miejsce | Kraj       | Złoto | Srebro | Brąz | Razem |
| 1.      | Chiny      | 2     | 2      | 1    | 5     |
| 2.      | Kazachstan | 1     | 0      | 1    | 2     |
| 3.      | Japonia    | 0     | 1      | 1    | 2     |
| Suma    | Suma       | 3     | 3      | 3    | 9     |